# Villarzel (Szwajcaria)
Villarzel – miejscowość i gmina (commune) w zachodniej Szwajcarii, w kantonie Vaud, w okręgu (district) Broye-Vully. 1 lipca 2006 do gminy przyłączono gminy Rossens i Sédeilles.  

## Demografia
W Villarzel mieszka 487 osób. W 2022 roku 16% populacji gminy stanowiły osoby urodzone poza Szwajcarią. 

## Transport
Przez teren gminy przebiega droga główna nr 188.